# 卡斯皮昌
卡斯皮昌是保加利亞的城鎮，位於該國東北部，距離首府舒門20公里，由舒門州負責管轄，面積40.97平方公里，海拔高度106米，受大陸性氣候影響，2009年人口3,260，居民主要信奉東正教。

## 外部連結
- Kaspichan municipality website （页面存档备份，存于） （保加利亚文）